# Яхсу
Яхсу́ — гірська річка у Хатлонській області Таджикистану, ліва притока Кизилсу.
Річка бере початок під назвою Дондушкан на північних схилах хребта Хазретіші біля кордону з Горно-Бадахшанською автономною областю. Після злиття із водами правої притоки Мучнакіон називається Яхсу. Впадає до річки Кизилсу навпроти села Курбоншахід.
Довжина 160 км, площа басейну 2710 км². Середні витрати води за 16 км від гирла становлять 29,2 м³/с.
Живлення змішане, з переважанням снігового, паводки проходять у період з березня по травень, максимальний стік у травні. Льодостав продовжується з грудня по лютий. Вода річки використовується для зрошування.
Притоки:
- праві — Хіргодіра, Сафеддара, Мучнакіон, Дараїсо, Дузахдара, Лулобдар'я (Горкуталь), Кодовайчеган
- ліві — Пульдара, Обіпітоуду, Зілолан, Іокуньж, Капар, Кшиндара, Обіматіон, Обішарах, Обіманор, Обізіроба, Сангідароз, Обісурх, Обішур, Кулябдар'я (Сасикбулак)